# 束城県
束城県（そくじょう-けん）は中華人民共和国河北省にかつて存在した県。現在の河間市北東部に相当する。
596年（開皇16年）、隋朝により設置された。金朝により廃止され、管轄区域は河間県に編入された。